# Wypalanki (powiat poznański)
Wypalanki – osada leśna w Polsce położona w województwie wielkopolskim, w powiecie poznańskim, w gminie Komorniki.
W latach 1975–1998 miejscowość należała administracyjnie do województwa poznańskiego.
Na południe od osady znajdują się masowe mogiły z okresu II wojny światowej, a na zachód - jezioro Konarzewskie.